# Петрово Поље (Кнежево)
Петрово Поље је насељено мјесто у општини Кнежево, Република Српска.
До 60-тих година прошлог (20.) вијека припадало је бившој општини Шипраге, a након тога неко вријеме и општини Котор Варош. Од памтивијека па до пада Крељевине Југославије село је било у Црквеној општини Имљани.
Петрово Поље је дуго село неколико разбацаних засеока и индивидуалних планинских кућа на платоу Петрова поља, на обронцима Влашића. Протеже се од села Ђурђевина (1243 м), са Малом Иломском (исток) до непосредне близине раскрснице асфалтираног локалног пута који од овог села води у Кнежево, Турбе и Имљане (запад). На сјеверу се граничи са линијом која почиње на стрмој падини према долини Врбање, на линији кота 1220 — кота 1140, а на југу долином Иломске.